# Mitchell Schet
Mitchell Schet (Amsterdam, 28 januari 1988) is een voormalig Nederlands profvoetballer die als aanvaller speelde.

## Carrière

### Feyenoord
Schet maakte zijn debuut in het betaald voetbal tijdens de Johan Cruijff Schaal 2008 tegen PSV. Hij verving in deze wedstrijd Nicky Hofs. Dit seizoen mocht hij ook invallen tegen FC Volendam en in de klassieker tegen Ajax verving hij man van de wedstrijd Jon Dahl Tomasson om de blessuretijd vol te maken.
De eerste helft van het seizoen 2009/2010 werd Schet verhuurd aan Excelsior. Bij de Kralingers was hij vaak basisspeler en maakte hij in negentien wedstrijden vier doelpunten. In de winterstop werd Schet teruggehaald naar Feyenoord.
Door het vertrek van Andwelé Slory bij Feyenoord werd Schet in de winterstop van het seizoen 2009/2010 teruggehaald van Excelsior. Vanaf 1 februari 2010 maakte hij weer deel uit van de eerste selectie van de club van Zuid. Hij zou zijn eerste wedstrijd spelen in de gewonnen uitwedstrijd tegen RKC Waalwijk, de club waar hij een half jaar later een tweejarig contract tekende.

### ADO Den Haag
Hij stond vanaf de zomer van 2013 onder contract bij ADO Den Haag, na betrokken te zijn bij een transfer van Tjaronn Chery naar FC Groningen. Damiano Schet, de broer van Schet, voetbalt bij SC Cambuur. Op 15 februari maakte Schet in de 53e minuut het enige doelpunt in de wedstrijd tegen Roda JC. De overwinning betekende dat ADO Den Haag de laatste plaats in de competitie overdroeg aan de Limburgers. In het seizoen 2014/2015 ontving hij de eerste rode kaart van de jaargang. Medio 2015 liep zijn contract af.

### Slowakije
In de zomer van 2015 tekende Schet een contract bij AS Trenčín. Op 13 september 2015 maakte hij zijn debuut voor de club een de competitiewedstrijd tegen Spartak Trnava (5–3 winst), waarin hij ook zijn eerste doelpunt maakte. Hij won dat jaar zowel het Slowaakse landskampioenschap als de nationale beker met de ploeg. Trenčín wilde na dat jaar niet met hem door vanwege drankmisbruik. Daarop tekende Schet in juni 2016 een contract tot medio 2019 bij Slovan Bratislava, de nummer twee van Slowakije in het voorgaande seizoen. Hier trof hij onder meer landgenoten Joeri de Kamps, Lorenzo Burnet, Lesly de Sa en Ruben Ligeon. Op 28 juni 2016 maakte Schet zijn officiële debuut voor Bratislava. Op die dag speelde Bratislava een uitwedstrijd in de eerste voorronde van de UEFA Europa League tegen het Partizan Tirana (0-0). In januari 2019 werd zijn contract ontbonden.

### Latere carrière
In september 2019 ging hij op Cyprus op het tweede niveau voor promovendus Podosfairikos Omilos Xylotymbou 2006 spelen. Per januari 2020 werd zijn contract ontbonden. Medio 2020 ging hij voor VV Katwijk in de Tweede divisie spelen.

## Clubstatistieken
| Seizoen | Club              | Land      | Competitie       | Duels | Goals |
| ------- | ----------------- | --------- | ---------------- | ----- | ----- |
| 2008/09 | Feyenoord         | Nederland | Eredivisie       | 2     | 0     |
| 2009/10 | Excelsior         | Nederland | Eerste divisie   | 19    | 4     |
| 2009/10 | Feyenoord         | Nederland | Eredivisie       | 2     | 0     |
| 2010/11 | RKC Waalwijk      | Nederland | Eerste divisie   | 9     | 1     |
| 2011/12 | RKC Waalwijk      | Nederland | Eredivisie       | 18    | 1     |
| 2012/13 | FC Groningen      | Nederland | Eredivisie       | 22    | 1     |
| 2013/14 | ADO Den Haag      | Nederland | Eredivisie       | 23    | 2     |
| 2014/15 | ADO Den Haag      | Nederland | Eredivisie       | 12    | 0     |
| 2015/16 | AS Trenčín        | Slowakije | Fortuna Liga     | 18    | 6     |
| 2016/17 | Slovan Bratislava | Slowakije | Fortuna Liga     | 21    | 4     |
| 2017/18 | Slovan Bratislava | Slowakije | Fortuna Liga     | 6     | 1     |
| 2018/19 | Slovan Bratislava | Slowakije | Fortuna Liga     | 0     | 0     |
| 2019    | PO Xylotxymbou    | Cyprus    | Protathlyma Cyta | 6     | 1     |
| Totaal  | Totaal            | Totaal    | Totaal           | 158   | 21    |

Bijgewerkt op 9 juni 2016.

## Erelijst
| Competitie                |              |              |              |              |
| Competitie                | Aantal       | Jaren        |              |              |
| RKC Waalwijk              | RKC Waalwijk | RKC Waalwijk | RKC Waalwijk | RKC Waalwijk |
| ------------------------- | ------------ | ------------ | ------------ | ------------ |
| Eerste divisie            | 1x           | 2010/11      |              |              |
| AS Trenčín                |              |              |              |              |
| Kampioen Fortuna Liga     | 1x           | 2015/16      |              |              |
| Nationale beker Slowakije | 1x           | 2015/16      |              |              |